# Lauril éter sulfato sódico
El lauril éter sulfato de sodio (SLES por la  sigla en inglés de sodium lauryl ether sulfate) es un detergente y surfactante encontrado en numerosos productos del cuidado personal (jabón, champú, pasta de dientes). SLES es un económico y muy efectivo agente formador de espuma. SLES, SLS y ALS son surfactantes usados en productos cosméticos por sus propiedades limpiantes y emulsificantes.

## Datos fisicoquímicos
Fórmula: C12+2nH25+4nNaO3+nS
Masa molecular: 272.38+44n g/mol
Nº CAS:9004-82-4, 68891-38-3, 68585-34-2, 91648-56-5

Otros nombres: SLES, lauril éter sulfato de sodio, Genapol LRO, Texapon 5, Sulphex
.

## Propiedades generales
Este producto varía en cuanto a su número de grupos etoxil (o unidades de óxido de etileno que se adicionan en un proceso químico denominado polietoxilación). Para usos comerciales, es común n=3. El SLES es preparado por etoxilación del alcohol dodecílico o dodecanol, el cual es convertido en un éster del ácido sulfúrico, que se neutraliza convirtiéndolo en la sal de sodio. Su tensioactivo similar, el SLS o lauril sulfato de sodio (llamado más comúnmente dodecilsulfato sódico o SDS), es producido de la misma manera, pero sin polietoxilar el alcohol previamente. Tanto el SDS como el lauril sulfato de amonio (ALS) son comúnmente usados con el SLES en productos de consumo masivo.
Este producto es capaz, incluso a bajas temperaturas, de desarrollar todo su poder espumante.

## Aplicaciones
Su alta compatibilidad con la piel y su capacidad humectante y emulsionante, hacen que sea una de las materias primas más usadas en la industria cosmética. A estas propiedades hay que sumarle su ligero olor que permite que sea perfumado sin inconvenientes.
Se suele combinar con alcanolamidas de ácidos grasos para sobreengrasar y espesar el producto. Una manera de aumentar la viscosidad de estos compuestos es mediante la adición de sal común (cloruro sódico) El lauril éter sulfato sódico se puede mezclar con un gran número de sustancias detergentes, en cualquier proporción, y también con otros principios activos y aditivos especiales
.

## Toxicología

### Irritación
El SLES es considerado seguro, aunque los efectos de irritación se incrementan al aumentar la concentración y frecuencia.

### Cáncer
La Administración de la Salud y Seguridad Ocupacional OSHA, Agencia Internacional en la investigación contra el cáncer IARC, han llegado a la conclusión que dicho producto no es cancerígeno.